# Joseph Addison
Joseph Addison (Milston, Wiltshire, Inglaterra, 1 de mayo de 1672-Holland House, Kensington, 17 de junio de 1719) fue un escritor y político británico. 

## Biografía
Hijo del deán de la catedral de Lichfield, ya en 1694 publicó un libro sobre la vida de poetas ingleses y una traducción de las Geórgicas de Virgilio. En 1699 comenzó a prepararse para el servicio diplomático, para lo cual viajó por toda Europa. Escribió diarios de viaje, por ejemplo, sobre Italia y también sobre la campiña inglesa, así como algunas obras de teatro, como Catón (1713) y El tamborilero (1715).
Junto con Richard Steele, fundó en 1711 la revista The Spectator, donde publicó su obra Los placeres de la imaginación en 1712. También escribió para la publicación The Tatler. Aunque se destacó como ensayista, participó en el Parlamento inglés como representante whig, y fue secretario de Estado de 1717 a 1718.